# Micrurus baliocoryphus
Micrurus baliocoryphus (месопотамський кораловий аспід) — вид отруйних змій родини аспідових (Elapidae). Мешкає в Південній Америці.

## Поширення і екологія
Месопотамські коралові аспіди мешкають в регіоні Аргентинської Месопотамії, між річками Парана і Уругвай, в провінціях Ентре-Ріос і Коррієнтес та на півдні провінції Місьйонес, а також, за деякими свідченнями, в Парагваї. Вони живуть в листяних лісах та на вологих луках і в саванах, на висоті до 200 м над рівнем моря.